# Chlöe Swarbrick
Chlöe Charlotte Swarbrick (Auckland, 26 de junio de 1994) es una empresaria y política neozelandesa que se desempeña como colíder del Partido Verde de Nueva Zelanda desde 2024 y miembro del Parlamento de Nueva Zelanda desde 2020. Pertenece al Partido Verde de Aotearoa Nueva Zelanda.
Después de una candidatura de alto perfil pero sin éxito para las elecciones a la alcaldía de Auckland en 2016, se convirtió en candidata parlamentaria por el Partido Verde, presentándose a las elecciones generales de Nueva Zelanda de 2017y fue elegida miembro del Parlamento a la edad de 23 años. En las elecciones de 2020, Swarbrick fue elegida como miembro del Parlamento por Auckland Central, convirtiéndose en la segunda parlamentaria del Partido Verde en ganar un escaño en el electorado en la historia del partido, y el primero sin el respaldo tácito de un líder importante del partido. 

## Primeros años de vida
Swarbrick nació en Auckland en 1994 y fue a Royal Oak Intermediate y Epsom Girls' Grammar School. Sus padres se separaron cuando ella era joven y vivió con su madre en el Reino Unido durante seis meses y luego con su padre durante 18 meses en Papúa Nueva Guinea.
Ingresó a la Universidad de Auckland a los 17 años y se graduó con una Licenciatura en Derecho y una Licenciatura en Filosofía.

## Carrera política
Swarbrick se postuló en las elecciones a la alcaldía de Auckland de 2016, quedando en tercer lugar, con 29.098 votos, casi 160.000 votos detrás del ganador, Phil Goff.
Swarbrick dijo que ingresó a la carrera por la alcaldía como una forma de protesta después de entrevistar a candidatos potenciales "poco inspiradores" mientras trabajaba como periodista para bFM y descubrir que sólo el 34% del electorado había votado en las elecciones anteriores a la alcaldía. Swarbrick ganó una importante atención de los medios en gran parte debido a su edad. Después de perder la carrera por la alcaldía, se unió al Partido Verde.
Poco después de unirse al Partido Verde, Swarbrick anunció que desafiaría a la diputada verde Denise Roche como candidata del partido en el electorado central de Auckland para las elecciones generales de 2017. Su desafío no tuvo éxito, ya que la sucursal local seleccionó a Denise Roche para ocupar el asiento nuevamente. En cambio, Swarbrick fue seleccionado para presentarse al electorado de Maungakiekie y ocupó el séptimo lugar en la lista del partido. A los 23 años, era la política más joven en ingresar al Parlamento de Nueva Zelanda desde Marilyn Waring en 1975.
Durante las elecciones generales de Nueva Zelanda de 2020, Swarbrick disputó y ganó el electorado central de Auckland, que anteriormente había estado en manos de la diputada nacional saliente Nikki Kaye. Swarbrick ganó el distrito de Auckland Central con 12.631 votos, con Helen White del Partido Laborista en segundo lugar con 11.563 y Emma Mellow del Partido Nacional en tercer lugar con 9.775. Se convirtió en la segunda parlamentaria de los Verdes que ganó un electorado en 21 años después de que la ex colíder de los Verdes, Jeanette Fitzsimons, ganara Coromandel en 1999, y la segunda parlamentaria de un partido menor desde la introducción del sistema de representación proporcional mixta en 1996 en ganar un escaño en el electorado general sin un respaldo tácito de un líder importante del partido, después de Winston Peters en Tauranga y más tarde en Northland.

## Vida personal
Sobre el tema de su sexualidad, Swarbrick ha dicho que "le gusta la gente", negándose a dar una etiqueta. Ella dice que no salió del armario porque nunca estuvo en el armario, haciéndose eco de un sentimiento expresado por la diputada escocesa Mhairi Black. En enero de 2020 se informó que Swarbrick había estado comprometida con Nadine Walker durante varios meses, pero que habían mantenido su relación en privado. Swarbrick se ha referido a sí misma como queer en el pasado. Swarbrick es vegetariana desde los 14 años.
En agosto de 2020, se estrenó un corto documental llamado Ok Chlöe sobre los antecedentes de Swarbrick y su carrera política.